# La Rivière (film, 1997)
Pour les articles homonymes, voir La Rivière et The River.
Pour plus de détails, voir Fiche technique et Distribution.
La Rivière (河流, Hé liú ; The River) est un film taïwanais réalisé par Tsai Ming-liang, sorti en 1997.

## Synopsis
Après avoir joué lors d'un tournage de film dans la rivière polluée Tamsui, Hsiao-kang est saisi d'une étrange douleur dans le cou. Aucun médecin ni guérisseur ne parvient à le soulager de son mal. Son père, qui hante en cachette les saunas gays de la ville, voit sa chambre inondée par une fuite d'eau qu'il n'arrive pas à endiguer. Le père et le fils vont alors se trouver confrontés à leur intimité la plus secrète…

## Fiche technique
- Titre : La Rivière
- Titre original : 河流, Hé liú
- Titre anglais : The River
- Réalisation : Tsai Ming-liang
- Scénario : Tsai Ming-liang, Tsai Yi-chun et Yang Pi-ying
- Production : Chiu Shun-ching, Hsu Li-kong, Wang Shih-fang et Chung Hu-pin
- Musique : Inconnu
- Photographie : Liao Pen-jung
- Montage : Chen Sheng-chang et Lei Chen-ching
- Décors : Tony Lan
- Costumes : Yu Wang
- Pays d'origine : Taïwan
- Format : Couleurs - 1,85:1 - Stéréo - 35 mm
- Genre : Drame
- Durée : 115 minutes
- Date de sortie : 13 août 1997 (France)

## Distribution
- Lee Kang-sheng : Hsiao-kang
- Miao Tien : Le père
- Chen Chao-jung : L'homme anonyme
- Chen Shiang-chyi : La fille
- Ann Hui : La réalisatrice
- Lu Shiao-lin : L'amant
- Lu Yi-ching : La mère
- Yang Kuei-mei : La fille de l'hôtel

## Autour du film
- La réalisatrice que l'on aperçoit dans le film est interprétée par Ann Hui, célèbre cinéaste hong-kongaise qui a remporté de nombreux prix tout au long de sa carrière.

## Récompenses
- Grand prix du jury et prix FIPRESCI à la Berlinale 1997.
- Prix du jury et nomination au prix du meilleur film lors du Festival international du film de Chicago 1997.
- Prix du jury lors du Festival international du film de Singapour 1997.
- Prix de la critique, mention honorable, lors du Festival international du film de São Paulo 1997.
- Nomination au prix du meilleur film, meilleur acteur (Tien Miao) et meilleur second rôle féminin (Lam Lok), lors du Golden Horse Film Festival 1997.